# Sayaka Kanda
Sayaka Kanda (神田 沙也加, Kanda Sayaka, Tóquio, 1 de outubro de 1986 – Sapporo, 18  de dezembro de 2021) foi uma atriz e cantora japonesa. Ela era filha da cantora Seiko Matsuda e do ator Masaki Kanda. Sua avó paterna é a ex-atriz Teruko Asahi.

## Carreira
Em 1999, quando estava estudando em Los Angeles, fez uma aparição na curta metragem Bean Cake. Desde então, trabalhou em muitos filmes, mas se dedicou especialmente ao teatro. Nesse tempo, também escreveu músicas para sua mãe, a cantora Seiko Matsuda.
Ela fez sua estreia como cantora no programa Kōhaku Uta Gassen em dezembro de 2011, cantando "Ue o Muite Arukō" ao lado de sua mãe.
Em julho de 2012, estreou como dubladora na animação Good Luck Girl!, o que a levou a ser escalada para dar a voz a Anna na versão japonesa de Frozen.
Em abril de 2014, formou um grupo chamado Trustrick com o guitarrista Billy. O álbum de estreia, Eternity, foi lançado em 25 de junho do mesmo ano.

### Morte
No dia 18 de dezembro de 2021, Sayaka foi encontrada inconsciente na parte externa de um jardim localizado no 14º andar do hotel onde estava hospedada em Sapporo. Sua morte foi confirmada mais tarde no mesmo dia.

## Filmografia
1999
- Bean Cake

2003
- Dragon Head[4]

2004
- School Wars: Hero

2008
- Imadoki Japanese yo
- Farewell, Kamen Rider Den-O: Final Countdown

2011
- Amazing Grace
- Geki×Cine Bara to Samurai

2013
- Frozen como Anna

## Discografia
Singles
- "Ever Since" (2002)
- "Garden" (2003)
- "Mizu Iro" (2004)
- "Jōgen no Tsuki" (2005)

Álbuns
- Doll (2005)
- Liberty (2011)
- Eternity (2014)